# East Pecos
East Pecos es un lugar designado por el censo ubicado en el condado de San Miguel en el estado estadounidense de Nuevo México. En el Censo de 2010 tenía una población de 757 habitantes y una densidad poblacional de 81,12 hab./km² (habitantes por kilómetro cuadrado).

## Geografía
East Pecos se encuentra ubicado en las coordenadas 35°34′36″N 105°39′00″O / 35.57667, -105.65000. Según la Oficina del Censo de los Estados Unidos, East Pecos tiene una superficie total de 9,33 km² (kilómetros cuadrados), de la cual 9,33 km² corresponden a tierra firme y 0 km² (0 %) es agua.

## Demografía
Según el censo de 2010, había 757 personas residiendo en East Pecos. La densidad de población era de 81,12 hab./km² (habitantes por kilómetro cuadrado). De los 757 habitantes, East Pecos estaba compuesto por 69,22 % de blancos, 0,66 % de negros, 1,59 % de amerindios, 0 % de asiáticos, 0 % de isleños del Pacífico, 25,1 % de otras razas y 3,43 % de dos o más razas. Del total de la población, el 86,92 % eran hispanos o latinos de cualquier raza.